# Hiroshi Michinaga
Hiroshi Michinaga (en japonés: 道永宏, Michinaga Hiroshi; Kobe, 8 de octubre de 1956) es un deportista japonés que compitió en tiro con arco, en la modalidad de arco recurvo.
Participó en los Juegos Olímpicos de Montreal 1976, obteniendo una medalla de plata en la prueba individual. Ganó una medalla de bronce en el Campeonato Mundial de Tiro con Arco al Aire Libre de 1977.

## Palmarés internacional
| Juegos Olímpicos                 | Juegos Olímpicos     | Juegos Olímpicos  | Juegos Olímpicos |
| Año                              | Lugar                | Medalla           | Prueba           |
| -------------------------------- | -------------------- | ----------------- | ---------------- |
| 1976                             | Montreal (Canadá)    | Medalla de plata  | Individual       |
| Campeonato Mundial al Aire Libre |                      |                   |                  |
| Año                              | Lugar                | Medalla           | Prueba           |
| 1977                             | Camberra (Australia) | Medalla de bronce | Equipo           |